# Southern League Cup
La Southern Football League Cup (ou plus simplement Southern League Cup) était une compétition de football écossaise qui a existé de 1940 à 1946.
Elle était organisée par la Southern League pour compenser l'arrêt des compétitions nationales de football en Écosse, à cause de la Seconde Guerre mondiale, et plus particulièrement l'arrêt de la Coupe de la Ligue. Sa dernière édition, sous cette forme, eut lieu en 1946, la fin de la guerre permettant la reprise des compétitions nationales organisées par la Scottish Football League.
Cette compétition était ouverte aux clubs membres de la Southern League qui furent au nombre de 16 de 1940 jusqu'en 1945, puis 30 à partir de cette date quand ils furent rejoints par les anciens clubs de la North Eastern League (en), qui avait arrêté en 1945. La dernière édition de la Coupe vit aussi la participation, à sa demande, de Stirling Albion, pourtant encore membre à l'époque de l'Eastern League (en), ligue dont il fut exclu immédiatement pour cela.
La compétition se déroulait selon un format mixte de poules puis de matches à élimination directe (à partir des demi-finales pour les premières éditions, à partir des quarts-de-finale pour la dernière édition).

## Palmarès
| Saison  | Vainqueur | Score                      | Finaliste           | Stade                 |
| ------- | --------- | -------------------------- | ------------------- | --------------------- |
| 1940–41 | Rangers   | 1 – 1 4 – 2 (match rejoué) | Heart of Midlothian | Hampden Park, Glasgow |
| 1941–42 | Rangers   | 1 – 0                      | Morton              | Hampden Park, Glasgow |
| 1942–43 | Rangers   | 1 – 1 (11 corners à 3)     | Falkirk             | Hampden Park, Glasgow |
| 1943–44 | Hibernian | 0 – 0 (6 corners à 5)      | Rangers             | Hampden Park, Glasgow |
| 1944–45 | Rangers   | 2 – 1                      | Motherwell          | Hampden Park, Glasgow |
| 1945–46 | Aberdeen  | 3 – 2                      | Rangers             | Hampden Park, Glasgow |